# Phykodes
Phykodes é um gênero de traça pertencente à família Brachodidae.